# ProCoder
Canopus ProCoder es un editor y codificador de vídeo MPEG-1/MPEG-2 (y también la mayoría de formatos compatibles con "Video for Windows") creado por la compañía Canopus. Comúnmente utilizado para la creación de DVD, especialmente si la fuente es entrelazada (TV, cámaras de video, consolas de videojuegos, etc.), debido a que suele ofrecer mejores resultados que otros codificadores (CCE, HC, QuEnc, etc.) en tales contenidos, aunque como contrapeso suele ser mucho más lento. Adicionalmente ProCoder es una de las pocas soluciones por software que puede realizar conversiones entre formatos de televisión (NTSC y PAL) con una gran calidad.

## Versiones
Al momento de creación de este documento (mayo del 2007) se ofrecían tres versiones del producto: 
ProCoder Express: La versión básica diseñada para entusiastas, que tiene una interfaz más amigable y sencilla, pero pierde algunas características importantes como el nivel de calidad "For Authoring", "Pulldown" automático, etc. Tiene un precio al público de $ 59,99.
ProCoder 3.0: Versión profesional, con una interfaz más robusta y más opciones de configuración, con soporte nativo para la creación de contenidos compatibles con DVD, conversión de radios de aspecto, listas de trabajo, telecine inverso, soporte para codificación en resoluciones HD (Alta Definición), compatible con H264 y AC3. Precio al público de $ 499.99.
ProCoder Station: Ofrece las mismas características que la versión anterior, pero ahora a través de hardware acelerador dedicado. Realizada para trabajo en red, y ambientes de trabajo multiplataforma.

## Conversión NTSC a PAL y viceversa
A diferencia del resto de los softwares de conversión, ProCoder no elimina ni repite cuadros al convertir video NTSC a PAL o viceversa. Por el contrario, ProCoder realiza un fundido suave entre imágenes consecutivas, lo que logra un resultado muy superior en cuando a fluidez de movimientos.
Lo dicho es válido solamente para conversiones entre video 29.97 fps y 25 fps, que son las tasas de cuadro convencionales en televisión.
En la conversión de 23.98 a 25 fps, dado que son tasas de cuadro muy cercanas, el audio y el video son acelerados un cuadro por segundo (el audio sufrirá un pequeño cambio de pitch), pero no se realizan fundidos de cuadros consecutivos. Con esto se preserva la pureza de los fotogramas originales.
En la conversión de 25 a 23.98 a 25 fps, sucede algo similar, pero el audio y el video obtenidos se verán más lentos.

## Filtros
El software incluye diversos filtros que pueden configurarse para ser aplicados durante la conversión. Por ejemplo:
- in-point / out-point: permite convertir solo un segmento del video, indicando los puntos de inicio y de fin.
- crop + scale: para seleccionar un área rectangular de la pantalla y ampliarla (permitiendo eliminar logos, por ejemplo)
- fade in / fade out
- color, brillo, saturación, contraste, gamma

## Formatos de salida
En la sección "Target" se debe indicar el formato de salida. Los más populares están incluidos:
- DVD(MPEG-2)
- H.264/AVC
- Microsoft AVI (uncompressed)
- WAV (solo audio)
- MP2 (solo audio)
- AC3 (solo audio)
- etc.